# Las Lomitas

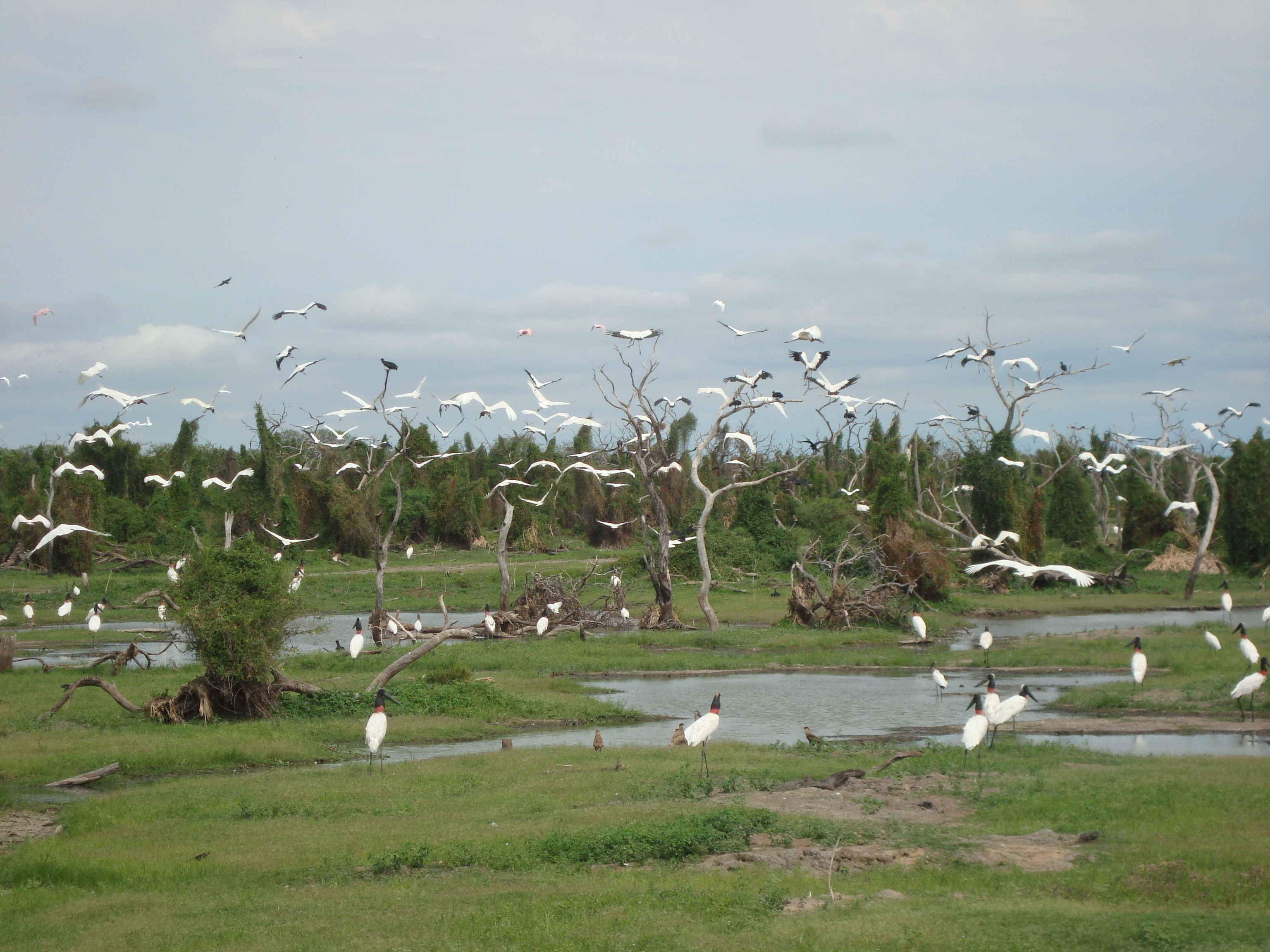
Bañado La Estrella

Las Lomitas es una ciudad que se ubica en el departamento Patiño, en el centro de la provincia de Formosa, Argentina. Es considerada "capital nacional del horno" por sus altas temperaturas, las cuales la catalogan como la ciudad más calurosa del país, con máximas que superan fácilmente los 40 °C.

## Toponimia
Por el norte y el este, la población está rodeada de montículos de tierra pronunciada de cientos de metros de extensión y de una altura de hasta siete metros sobre el nivel del suelo, con las lomas distribuidas en los alrededores.
Las mismas le dieron el nombre a la localidad; denominación aceptada luego definitivamente por las autoridades pertinentes.

## Ubicación
Se encuentra a 297 km de la capital provincial, unida a través de la Ruta Nacional 81.
Constituye, junto con la localidad de Ingeniero Juárez, uno de los centros principales del sistema de asentamientos del oeste de Formosa.
En la zona se han instalado muchos inversores que están armando grupos ganaderos con las ventajas de traer buena genética de cabañas reconocidas.

## Población
Cuenta con 21.988 habitantes, lo que representa un incremento del 78% frente a los 12.339 del censo anterior. Esta cifra la sitúa como la 4° ciudad más poblada a nivel provincial.
| Gráfica de evolución demográfica de Las Lomitas entre 1991 y 2010 |
|                                                                   |
| Fuente: Censos nacionales del INDEC                               |

## Historia

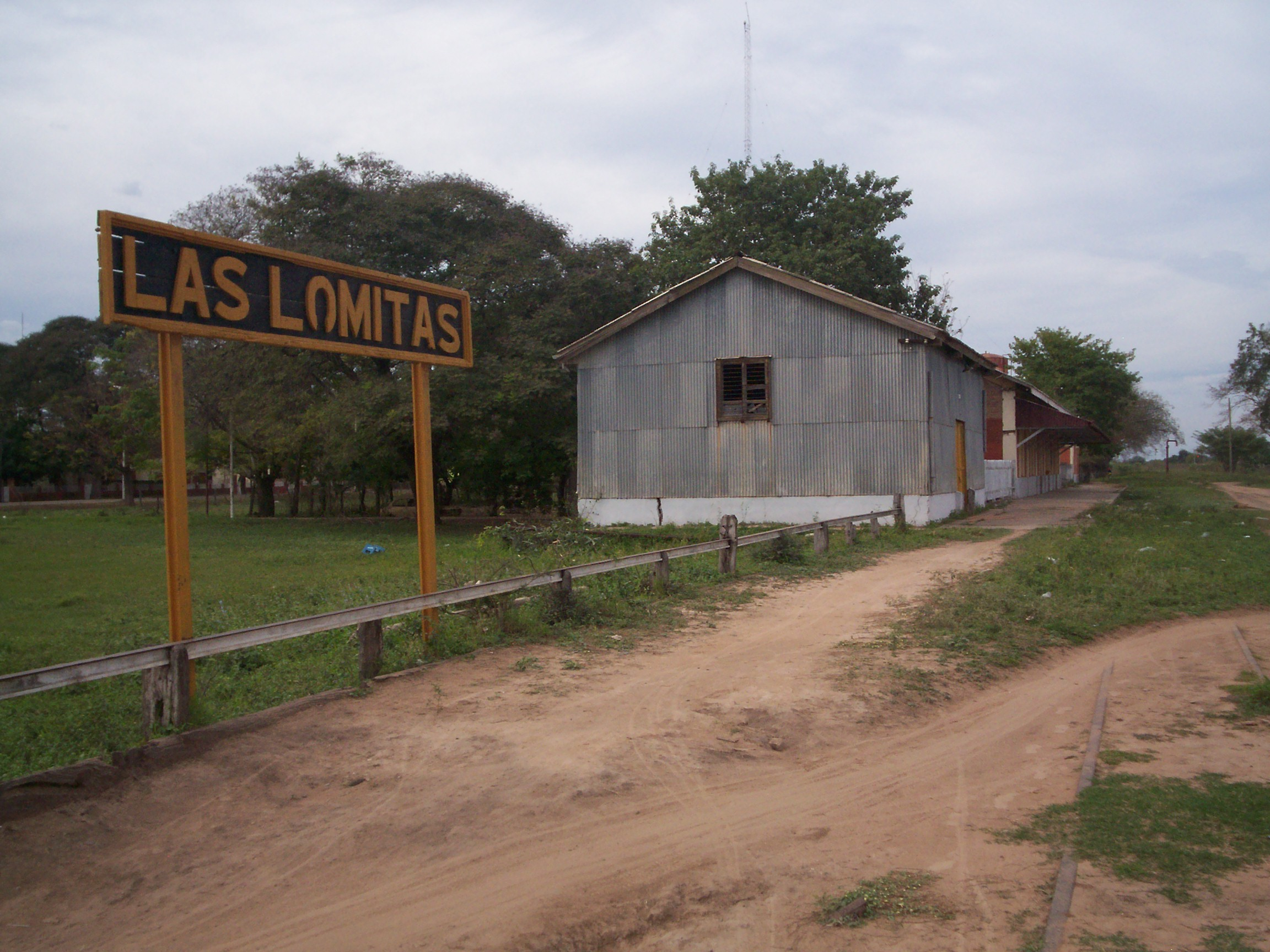
Estación Las Lomitas del Ferrocarril Belgrano.

### Fundación
Las Lomitas nació con la construcción del Ramal Ferroviario Formosa - Embarcación. El Ferrocarril se comenzó a construir en el año 1908 en Formosa capital. El ramal llegaba al km 297 y se inauguró en el año 1914. 
A Las Lomitas también llegaron un grupo de soldados correspondientes al Regimiento 9 de Caballería con asiento en Fontana. 
En el año 1921 por decreto del Ministerio de Agricultura de la Nación (fecha 11 de julio) se da año de fundación 1914.

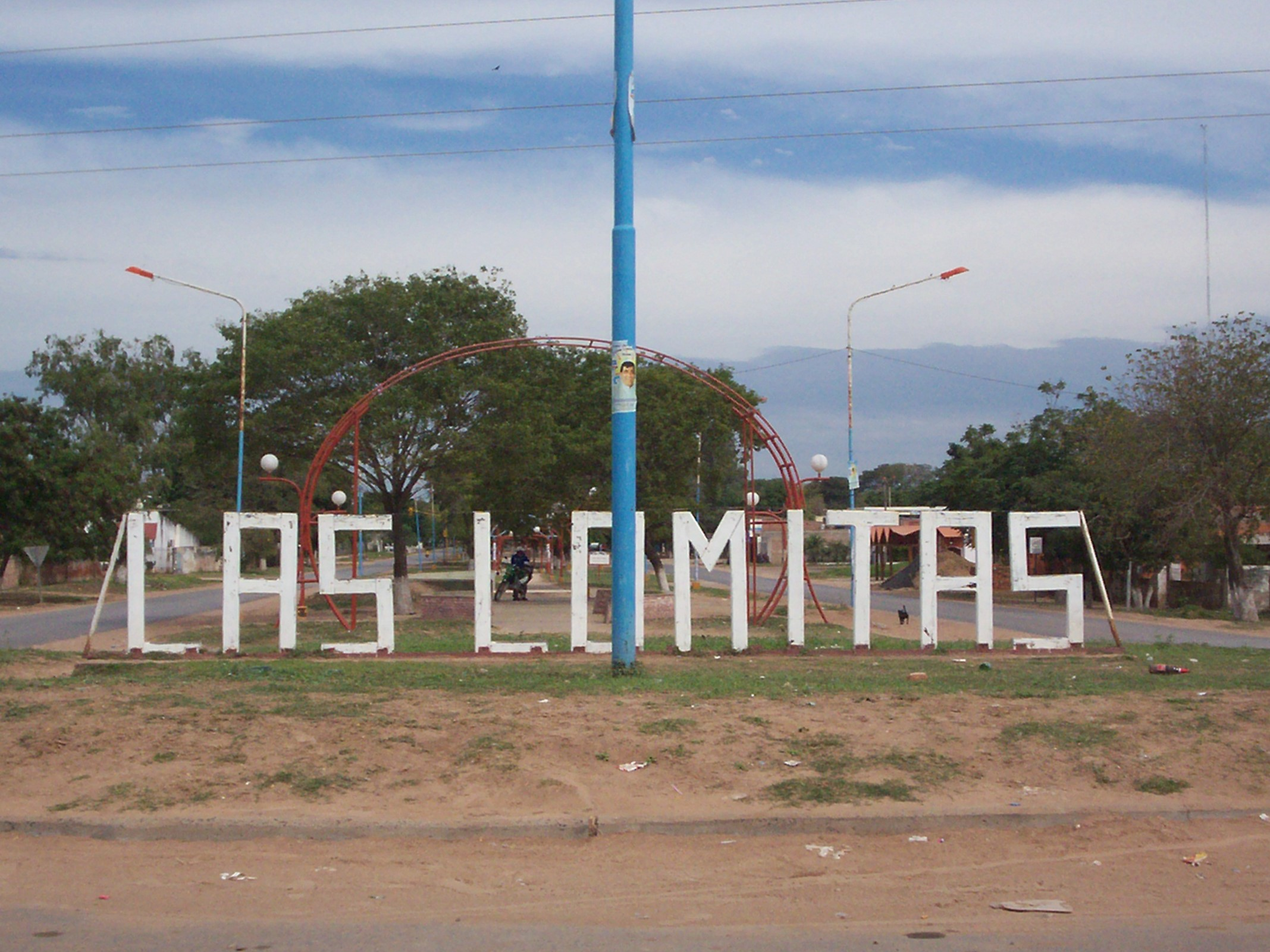
Acceso a Las Lomitas por la Ruta Nacional 81.

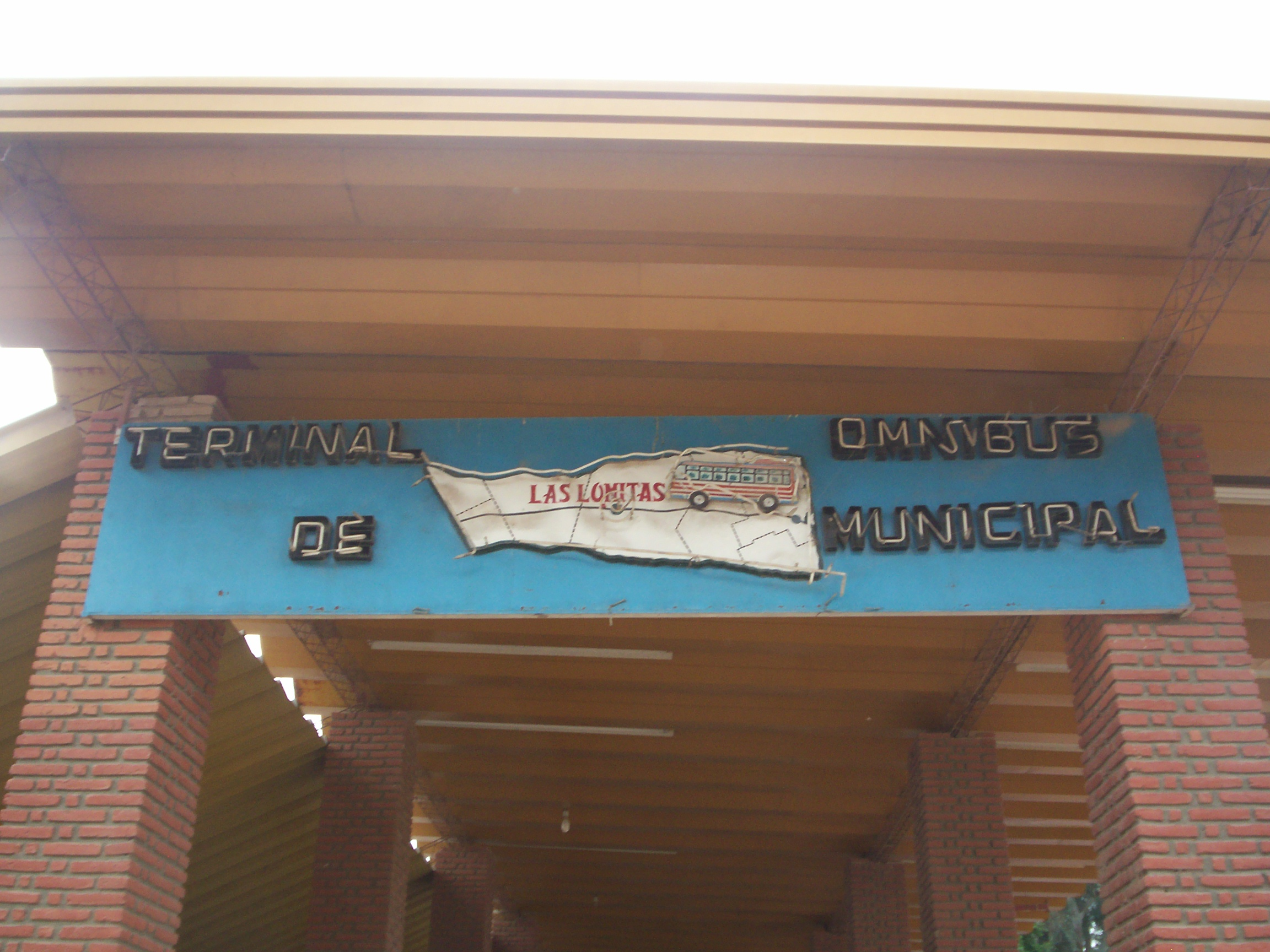
Terminal de Ómnibus de Las Lomitas.

### Reseña
Esta localidad data de los inicios entre octubre y noviembre del año 1914, llegaba al paraje Las Lomitas la construcción de las vías del proyectado ferrocarril, punto al que se denominó posteriormente "km 297". En junio de 1915 se habilita el ramal Formosa - km 297, instalándose en este paraje un destacamento del Ejército 9 de Caballería, en toda la construcción de la línea férrea contó con el apoyo de fuerzas del Ejército pertenecientes al Regimiento 9 de Caballería. Un grupo de soldados que tenía asiento en La Salada - hoy Tte. Brown-, se traslada al km 297 al convertirse este paraje en punto terminal, por entonces, del flamante ramal lo que se denominaría Fortín de la Gran Guardia Las Lomitas. 
Dos años después - 1917, el Ejército Argentino dando por cumplida la Campaña al Desierto- segunda Parte - retira al Regimiento 9 de Caballería del entonces Territorio de Formosa, previa creación de un nuevo cuerpo al que se denomina Gendarmería de Línea con la función específica de cuidar la línea de Fortines situados sobre el Río Pilcomayo. Se Fija el Paraje km 297 como primer asiento de este nuevo Cuerpo, que recibió la denominación de "12 de Caballería". 
Los componentes de este Regimiento, sus familiares, los empleados ferroviarios y algunos pocos comerciantes fueron los primeros pobladores. La Zona norte de las vías del ferrocarril era zona militar y estaba ocupada por personal del mismo. Del otro lado de las vías, al Sur - Oeste, se levantaba el incipiente pueblo. 
El Ministro de Agricultura de la Nación de quién dependía el Territorio de Formosa, el 11 de julio de 1921 mediante Decreto legaliza la creación de todos los pueblos levantados a la vera de las vía férrea desde Formosa hasta km 297, punto final del ramal donde se erigía el Fortín Paraje Las Lomitas, asiento del mismo Regimiento 12 de Caballería.

### Masacre de Rincón Bomba o de Las Lomitas
En proximidad de Las Lomitas (paraje La Bomba) ocurrió una de las matanzas documentadas más grandes del siglo XX en territorio argentino, cuando en octubre de 1947 el escuadrón 18 de Gendarmería Nacional, con sede en Las Lomitas, atacó con armas de fuego a una concentración de personas de la comunidad pilagá que se habían reunido allí, escapando de la explotación de los ingenios azucareros que las esclavizaban. Antes de la represión mortal, las familias pilagá recibieron alimentos en mal estado que causaron al menos 50 muertes y la población «blanca» de Las Lomitas presionó al escuadrón de Gendarmería para que actuara contra un supuesto «malón indio» en preparación.

### Otros acontecimientos históricos
- 1922 - marzo: creación de la primera Escuela Mixta n.º 42.

- 1927: se realiza por primera vez la mensura del pueblo. Se constituyeron inicialmente 99 manzanas, quintas y chacras.

- 1929: por Decreto del Poder Ejecutivo de La Nación, ya mensuradas las localidades, se asigna nombre a cada una de ellas, dando Oficialmente al paraje km 297 el de Las Lomitas, respetando el que hasta entonces ostentaba el paraje y el viejo Fortín - asiento del Regimiento de línea.

- 1929: se reinician los trabajos de tendido de la red ferroviaria en el tramo Las Lomitas - Embarcación.

- 1931: finaliza la construcción del Ramal Las Lomitas - Embarcación, quedando así unida por este medio la Provincia de Formosa con la de Salta - Tucumán - Córdoba y Buenos Aires. A partir de este hecho comienza un sostenido crecimiento de esta localidad.

- 1932: comienza la Guerra del Chaco, protagonizada por la República de Paraguay y Bolivia. Esta circunstancia trajo a Lomitas un intenso movimiento de personas que generó a su vez un crecimiento del comercio en general.

- 1935: termina la guerra entre Paraguay y Bolivia. En Las Lomitas se produce el canje de prisioneros. Se genera a partir de entonces el afincamientos de familias provenientes particularmente desde Salta, Santiago del Estero y Tucumán, que le imprimen un nuevo impulso a la zona, en especial en el ámbito rural.

- 1939: llegan los primeros contingentes de Gendarmes para cubrir los Escuadrones Lugones y Fortín La Soledad. Se produce entonces, por órdenes superiores, el retiro de las fuerzas del Regimiento 12 de Caballería.

- 1940: en ese año se unifica los Escuadrones Lugones y Fortín La Soledad y se crea el Escuadrón Lomitas (actual Escuadrón n.º 18 Las Lomitas).

- 1940: se inaugura el nuevo Edificio del Correo Argentino.

- 1943: se crea La Parroquia de Las Lomitas, que fue ocupada por los Padres Redentoristas.

- 1947: con la radicación de las Hermanas Franciscanas Educacionistas, nace el Colegio Santa Teresita.

- 1947: se produce la Masacre de Rincón Bomba.

- 1952: se elige mediante el voto popular el primer Intendente de Las Lomitas (es designado el Sr. Emilio LELIUR para el cargo 1952-1955) Hasta entonces, desde el año 1936, ejercía la conducción de la localidad un Comisionado Municipal era designado por el gobernador del entonces Territorio Nacional de Formosa.

- 1953: se habilita la Estación Meteorológica Las Lomitas, dependiente del Servicio Meteorológico Nacional, segunda habilitada en la Provincia.

- 1955: se produce la "Revolución Libertadora" y es nombrado Delegado intendente Ernesto BALLARATTI.

- 1955: los Padres Redentoristas son reemplazados en la Parroquia por la Congregación de los Oblatos de María Inmaculada.

- 1958: se crea en Las Lomitas la primera Escuela Media, como Instituto Adscripto al Colegio Nacional de Formosa, único en toda línea férrea, pasando a depender de la Dirección de Enseñanza de la Nación.

- 1961: por Ley de la Nación se crea la primera Escuela Normal de Las Lomitas, sobre la base del Instituto adscripto existente.

- 1962: egresa la Primera Promoción de Maestros Normales Nacionales de Las Lomitas.

- 1965: el 19 de mayo se inaugura la Escuela Nacional de Comercio, ubicada en lo que hoy la Escuela n.º 356 América.

- 1966: el 24 de septiembre se inaugura la Nueva Iglesia Parroquial.

- 1968: es inaugurado el Servicio de Agua Potable con red de distribución domiciliaría, primera localidad del interior.

- 1968: el 25 de mayo se inaugura la Biblioteca Pública Municipal Bartolomé Mitre, que hoy funciona en el ex edificio del Banco Provincial.

- 1969: es habilitada la sucursal Las Lomitas del Banco de la Provincia, segunda instalada en el interior.

- 1970: se inaugura la nueva Usina Eléctrica que permite el suministro de Energía domiciliaria las 24 h del día.

- 1971: comienza a irradiar la Emisora de Radio Nacional - LRA 20 "Radio Nacional Las Lomitas".

- 1972: se construye e inaugura el Aeropuerto Las Lomitas que lleva el nombre del Gobernador Guillermo Sosa Laprida.

- 1973: es puesta en funcionamiento La Central Telefónica (ENTEL), con lo que Las Lomitas queda conectada a través de ese servicio hacia todo el mundo.

- 1974: el 1.º de agosto es inaugurada la Tercera Circunscripción Judicial de Las Lomitas, dependiente del Superior Tribunal de Justicia de la Provincia de Formosa.

- 1983: se inaugura el Nuevo Edificio del Hospital Piloto Las Lomitas y en Nuevo Edificio de La Escuela Nacional de Comercio (Hoy escuela Provincial n.º 50).

- 1993: se produce un hecho de relevante importancia: llega hasta Las Lomitas la pavimentación de la Ruta Nacional n.º 81. (en la actualidad ya llegó a la Provincia de Salta).[4]

- 2011: es instalado en la localidad un radar MET-5 de la Fuerza Aérea Argentina, para proveer de vigilancia aérea en la lucha contra el narcotráfico, en el marco del Operativo Fortín.

- 2012: se pavimenta la ruta provincial n.º 28 Norte, la cual lo conecta con Posta Cambio Zalazar, localidad a 59 km al norte de Las Lomitas.

## Clima
El clima es tropical con estación seca. El clima de Las Lomitas es del tipo clima tropical húmedo con invierno seco (Cwa) , de acuerdo con la clasificación climática de Köppen.
La temperatura máxima absoluta registrada en Las Lomitas fue 46 grados Celsius (114,8 °F) el 8 de noviembre de 2023, en verano la temperatura máxima tiene un promedio de 34 °C. En invierno se registran temperaturas mínimas de hasta 5.9 °C, con un promedio de 11 °C. Los días de frío intenso son pocos e intercalados con días muy calurosos. La evaporación es de 15 mil/h, lo que explica el rápido secado y da la característica de suelo semiárido.
Las lluvias son especialmente intensas durante los meses de verano. El promedio anual es de 900 mm. Durante años muy secos, las mismas no alcanzan a la mitad de esa marca, originándose un déficit de agua para el consumo de la población. 
Predominancia de vientos norte, continuo, calurosos, con una velocidad de hasta 60 km/h, intercalándose con vientos del sur, frescos, que suelen darse como ráfagas fuertes.
| Parámetros climáticos promedio de Las Lomitas (1991–2020, extremas 1991-presente) | Parámetros climáticos promedio de Las Lomitas (1991–2020, extremas 1991-presente) | Parámetros climáticos promedio de Las Lomitas (1991–2020, extremas 1991-presente) | Parámetros climáticos promedio de Las Lomitas (1991–2020, extremas 1991-presente) | Parámetros climáticos promedio de Las Lomitas (1991–2020, extremas 1991-presente) | Parámetros climáticos promedio de Las Lomitas (1991–2020, extremas 1991-presente) | Parámetros climáticos promedio de Las Lomitas (1991–2020, extremas 1991-presente) | Parámetros climáticos promedio de Las Lomitas (1991–2020, extremas 1991-presente) | Parámetros climáticos promedio de Las Lomitas (1991–2020, extremas 1991-presente) | Parámetros climáticos promedio de Las Lomitas (1991–2020, extremas 1991-presente) | Parámetros climáticos promedio de Las Lomitas (1991–2020, extremas 1991-presente) | Parámetros climáticos promedio de Las Lomitas (1991–2020, extremas 1991-presente) | Parámetros climáticos promedio de Las Lomitas (1991–2020, extremas 1991-presente) | Parámetros climáticos promedio de Las Lomitas (1991–2020, extremas 1991-presente) |
| Mes                                                                               | Ene.                                                                              | Feb.                                                                              | Mar.                                                                              | Abr.                                                                              | May.                                                                              | Jun.                                                                              | Jul.                                                                              | Ago.                                                                              | Sep.                                                                              | Oct.                                                                              | Nov.                                                                              | Dic.                                                                              | Anual                                                                             |
| --------------------------------------------------------------------------------- | --------------------------------------------------------------------------------- | --------------------------------------------------------------------------------- | --------------------------------------------------------------------------------- | --------------------------------------------------------------------------------- | --------------------------------------------------------------------------------- | --------------------------------------------------------------------------------- | --------------------------------------------------------------------------------- | --------------------------------------------------------------------------------- | --------------------------------------------------------------------------------- | --------------------------------------------------------------------------------- | --------------------------------------------------------------------------------- | --------------------------------------------------------------------------------- | --------------------------------------------------------------------------------- |
| Temp. máx. abs. (°C)                                                              | 44.5                                                                              | 43.8                                                                              | 43.0                                                                              | 39.5                                                                              | 36.8                                                                              | 34.5                                                                              | 37.2                                                                              | 40.0                                                                              | 43.6                                                                              | 45.6                                                                              | 46.0                                                                              | 45.3                                                                              | 46.0                                                                              |
| Temp. máx. media (°C)                                                             | 35.5                                                                              | 34.0                                                                              | 32.7                                                                              | 29.2                                                                              | 25.2                                                                              | 23.8                                                                              | 24.2                                                                              | 27.6                                                                              | 29.9                                                                              | 32.3                                                                              | 33.2                                                                              | 34.6                                                                              | 30.2                                                                              |
| Temp. media (°C)                                                                  | 28.3                                                                              | 27.0                                                                              | 25.7                                                                              | 22.7                                                                              | 18.9                                                                              | 17.2                                                                              | 16.6                                                                              | 19.3                                                                              | 21.8                                                                              | 24.9                                                                              | 25.9                                                                              | 27.6                                                                              | 23.0                                                                              |
| Temp. mín. media (°C)                                                             | 22.1                                                                              | 21.5                                                                              | 20.3                                                                              | 17.8                                                                              | 14.1                                                                              | 12.5                                                                              | 10.8                                                                              | 12.6                                                                              | 15.0                                                                              | 18.6                                                                              | 19.6                                                                              | 21.3                                                                              | 17.2                                                                              |
| Temp. mín. abs. (°C)                                                              | 9.4                                                                               | 10.0                                                                              | 6.4                                                                               | 1.8                                                                               | -3.0                                                                              | -4.4                                                                              | -8.4                                                                              | -5.3                                                                              | -2.1                                                                              | 4.4                                                                               | 5.8                                                                               | 8.6                                                                               | -8.4                                                                              |
| Precipitación total (mm)                                                          | 130.3                                                                             | 121.4                                                                             | 156.4                                                                             | 95.4                                                                              | 65.4                                                                              | 16.9                                                                              | 15.6                                                                              | 11.9                                                                              | 26.3                                                                              | 70.3                                                                              | 128.0                                                                             | 129.3                                                                             | 967.2                                                                             |
| Días de precipitaciones (≥ 0.1 mm)                                                | 7.5                                                                               | 8.2                                                                               | 9.2                                                                               | 7.7                                                                               | 6.5                                                                               | 4.7                                                                               | 3.2                                                                               | 2.1                                                                               | 3.7                                                                               | 7.1                                                                               | 8.4                                                                               | 7.8                                                                               | 76.0                                                                              |
| Horas de sol                                                                      | 251.1                                                                             | 209.1                                                                             | 217.0                                                                             | 183.0                                                                             | 167.4                                                                             | 135.0                                                                             | 179.8                                                                             | 204.6                                                                             | 177.0                                                                             | 210.8                                                                             | 228.0                                                                             | 229.4                                                                             | 2410.7                                                                            |
| Humedad relativa (%)                                                              | 67.9                                                                              | 71.7                                                                              | 74.1                                                                              | 77.4                                                                              | 80.0                                                                              | 78.5                                                                              | 70.8                                                                              | 61.5                                                                              | 59.2                                                                              | 63.2                                                                              | 66.0                                                                              | 68.1                                                                              | 69.9                                                                              |
| Fuente: Servicio Meteorológico Nacional                                           |                                                                                   |                                                                                   |                                                                                   |                                                                                   |                                                                                   |                                                                                   |                                                                                   |                                                                                   |                                                                                   |                                                                                   |                                                                                   |                                                                                   |                                                                                   |

|source 2 = Registro de temperaturas Argentina
}}

### ProyectoRadar meteorológicoSinarame
El 3 de junio de 2015, se solicita su instalación en el aeropuerto.

## Turismo

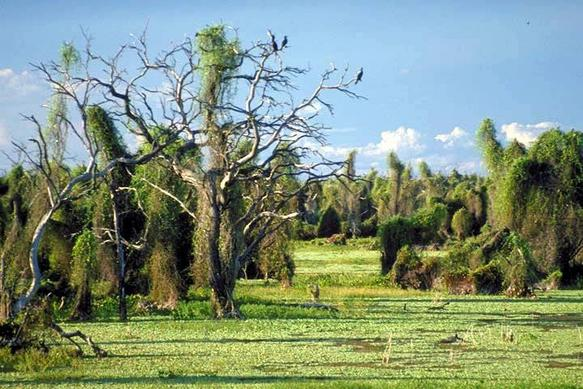
Bañado La Estrella.

En la zona se realizan viajes de observación de aves, considerados de las más completas en el país. La zona de bañados en invierno recibe numerosas variedades de especies.

### Bañado la Estrella
El 2 de julio de 2007 la legislatura sancionó la Ley N.º 1471 donde se declara Dominio Público del estado provincial el Bañado la Estrella en toda su extensión. 
Era un anhelo de muchos años que se vio concretado. Todo esto se realizó por la creciente demanda de turistas de diferentes lugares del mundo que requerían información de la riqueza natural de Formosa, el segundo humedal más importante de argentina, después de los Esteros del Iberá (Corrientes), y tercero de Sudamérica, con una dimensión de alrededor de 400.000 hectáreas (4.000 km²), contando con una biodiversidad inigualable que es orgullo de Formosa.

## Personajes
- Francisco Sá - futbolista que más veces ganó la Copa Libertadores.
- Martha Meza - maestra rural, política y madre de Carlos Nair Menem.

## Parroquias de la Iglesia católica en Las Lomitas
| Diócesis  | Formosa                     |
| --------- | --------------------------- |
| Parroquia | Nuestra Señora de la Merced |